# Ambassade de Cuba en Guinée
L'ambassade de Cuba en Guinée est la mission diplomatique officielle de la république de Cuba en république de Guinée, située dans la commune de Dixinn à Conakry.

## Voir également
- Liste des missions diplomatiques en Guinée
- Liste des missions diplomatiques de Cuba